# Warfusée
Warfusée est un hameau belge de Hesbaye faisant partie de la commune de Saint-Georges-sur-Meuse dans la province de Liège en Région wallonne.
La proximité de la ville de Liège, facilement accessible grâce à l’autoroute de Wallonie toute proche, fait que l’urbanisation y est fort développée enlevant au hameau son caractère rural. Stockay, Warfusée et Saint-Georges-sur-Meuse ne font pratiquement qu’une seule agglomération le long d’une route principale.

## Patrimoine
Le château de Warfusée, siège d’une ancienne seigneurie médiévale influente, est l’attraction principale du hameau. Une splendide drève conduit au château construit en carré.